# Stazione di Pievetta
La stazione di Pievetta  è una fermata ferroviaria, posta sulla ferrovia Ceva-Ormea, al servizio della frazione Pievetta del comune di Priola quale fermata di treni turistici.

## Storia
Pievetta venne raggiunta dalla ferrovia nel 1889 e la fermata venne inaugurata in concomitanza all'attivazione del tronco Ceva-Priola il 15 settembre dello stesso anno.
Dal 2001 la gestione dell'intera linea, e con essa quella della stazione di Pievetta, passò in carico a Rete Ferroviaria Italiana la quale ai fini commerciali classifica l'impianto nella categoria "Bronze".
Al 2002 la fermata risultava impresenziata insieme a tutti gli altri impianti sulla linea ad esclusione della stazione di Ceva.
L'impianto rimase senza traffico dal 17 giugno 2012 per effetto della sospensione del traffico ferroviario sulla linea.
La fermata tornò attiva nel 2016 con la riapertura della linea a scopi turistici: nell'impianto fanno fermata i treni storici a partire dall'11 settembre.
Il 25 novembre dello stesso anno la linea è stata interrotta a causa dell'esondazione del Tanaro, che ha provocato una frana a ridosso del fiume nel tratto tra Priola e Pievetta, da cui sono ceduti 500 metri di binari. La fermata di Pievetta è divenuta dunque capolinea temporaneo delle corse dei treni storici, fino al ripristino della linea, previsto per luglio 2018.

## Strutture e impianti
La fermata dispone di un fabbricato viaggiatori di piccole dimensioni sviluppato su due piani, in pietra e mattoni, rivestito con l'intonaco e verniciato solo sulla facciata lato binari. Dopo diversi anni di abbandono il fabbricato ha subito una incisiva ristrutturazione nel 2011.

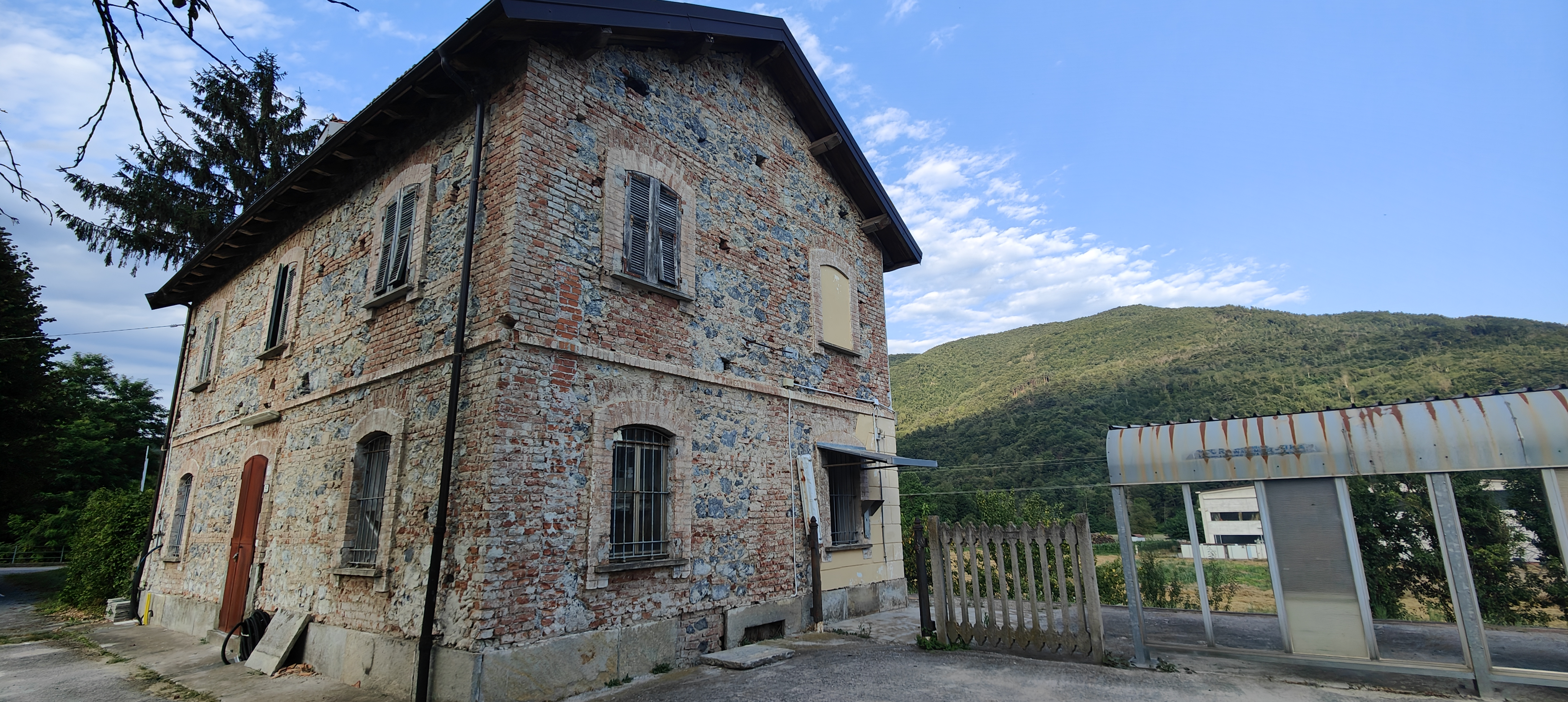
La parte frontale con, a destra, la pensilina (agosto 2024)

A seguito dell'impresenziamento il fabbricato venne chiuso e fu aggiunta una pensilina in metallo dotata di un'obliteratrice e di pannelli informativi per i viaggiatori.

## Movimento
La fermata, durante gli ultimi anni di servizio, era servita solamente da regionali nell'ambito del contratto con regione Piemonte.
Dal 2016, l'impianto è servito su calendario da treni storici della Fondazione FS.